# Sangarédi
Sangarédi – miasto w zachodniej Gwinei, w Regionie Boké. Według danych na rok 2012 liczyło 47 222 mieszkańców.